# Szada
Szada je vas na Madžarskem, ki upravno spada pod podregijo Gödöllői Županije Pešta.